# BaNanna Park
BaNanna Park er en park på Ydre Nørrebro i København, der blev indviet 8. maj 2010 som en del af Områdefornyelsen Mimersgadekvarteret. 
Parken er blevet renoveret til en mere funktionel park efter ønsker fra de lokale brugere, naboer, skoler og institutioner. Projektet er et bærende element i Kvarterplanen og en del af en større udvikling af Nørrebro til en grøn bydel. Arealet udgør i alt 5.000 m² og ejes af Københavns Kommune. Arealet er en del af den karré, der udgøres af Nannasgade, Vølundsgade, Rådmandsgade og Tagensvej med bygninger på tre sider og åbning mod Nannasgade. Institutionen ”Rumraketten” grænser op til parken og med legeområde på en mindre del af parkarealet.
Parken indbyder til både leg og fysisk aktivitet, idet den rummer en græsplæne med fodboldmål, basketkurve, bordtennisbord. Der er desuden etableret to store bananformede volde i ca. 1.5 meters højde, den ene etableres i græs og den anden i gul gummibelægning. Ud mod Nannasgade er der rejst en stor klatreportal, hvor blandt andet Nørrebros Klatreklub holder til.